# 无柄扁担杆
无柄扁担杆（学名：Grewia sessiliflora）是锦葵科扁担杆属的植物。分布于越南以及中国大陆的广西、广东等地，多生长于低海拔的次生林中，目前尚未由人工引种栽培。